# Luís Carlos Galter
Luís Carlos Galter (São Paulo, 17 de outubro de 1947 – São Paulo, 7 de março de 2025), foi um futebolista brasileiro. Atuava como zagueiro e se consagrou no Corinthians onde nunca foi campeão.

## Biografia
Foi revelado nas categorias de base do Corinthians. Possuía um estilo clássico e imponente e que conseguiu barrar até mesmo Pelé (ainda que com dificuldades para parar o Rei do Futebol). Aliás, com apenas 20 anos, era o titular na noite do fim do jejum de vitórias do Corinthians sobre o Santos, em 1968. O Corinthians venceu o Santos por 2–0. Defendeu o time principal entre 1967 e 1974, sendo titular efetivo durante todos estes anos. No entanto, amargou o fato de nunca ter alcançado um título sequer pelo Alvinegro da Capital, devido ao jejum de títulos que o Corinthians viveu entre 1954 e 1977, mas conseguiu se tornar ídolo da Fiel Torcida.
Atuando entre 1967 e 1974, fez 333 partidas, mas nunca chegou a marcar gols. Aliás, seu único gol foi contra o Corinthians. Em 1974, foi para o Flamengo, onde conquistou seu primeiro título: o Campeonato Carioca de 1974. Pelo clube carioca, realizou 118 partidas, segundo o Almanaque do Flamengo, de autoria de Roberto Assaf e Clóvis Martins.
Na segunda metade de 1975, se transferiu para o Operário-MS, do Mato Grosso do Sul. No ano seguinte, conquistou o Campeonato Mato-Grossense de 1976. Ainda em 1976, ganhou outro estadual, agora pelo Coritiba: o Campeonato Paranaense de 1976. Morou em Águas da Prata, onde tinha uma escolinha de futebol para jovens futebolistas.

## Morte
Morreu em 7 de março de 2025 aos 77 anos, vítima de complicações renais.